# Pak Se-yong
Pak Se-yong (Hangul: 박세영, Hanja: 朴世永, Hán-Việt: Phác Thế Vĩnh, ngày 7 tháng 7 năm 1902 – ngày 28 tháng 2 năm 1989) là nhà thơ và chính khách Bắc Triều Tiên, nổi tiếng nhờ viết lời bài hát Aegukka, quốc ca của Cộng hòa Dân chủ Nhân dân Triều Tiên.

## Tiểu sử

### Thân thế và học vấn
Pak vốn là dân gốc Dumo-ri, ngoại thành Seoul cũ nay thuộc khu Seongdong-gu, Seoul, Hàn Quốc. Khi đang học năm thứ ba tại Trường Trung học Paichai, ông tự viết quyển doujinshi mang tên Saenuri (Thế giới mới) được bạn bè trong lớp truyền tay nhau đọc cùng chia sẻ ước mơ của Pak với tư cách là người dấn thân vào văn nghiệp, và sau khi tốt nghiệp trung học, Pak nộp đơn đăng ký vào trường đại học chuyên nghiệp Yeonhi  (nay là Đại học Yonsei) nhưng ông sớm thôi học rồi bỏ sang Thượng Hải theo học tiếp. Tại Thượng Hải, ông làm phóng viên tiếng Trung cho tờ Yeomgunsa (焰群社, Diễm Quần xã), một tổ chức văn hóa xã hội chủ nghĩa do Song Young-lee ho và Lee Jeok-hyo thành lập ở Triều Tiên nhằm mục đích nghiên cứu và truyền bá nền văn hóa giải phóng của giai cấp vô sản. Cuối cùng, sau khi gia nhập Liên đoàn Nghệ sĩ Vô sản Triều Tiên vào năm 1925, ông bắt đầu sáng tác thơ ca theo trào lưu cấp tiến. Từ năm 1923 đến năm 1943, Pak hợp tác cùng các đồng chí trong tổ chức tham gia biên tập tạp chí thanh niên Byeolnara, rồi phát hành tiểu thuyết thiếu nhi và các bài phê bình như một phần của phong trào văn học thanh niên, đồng thời ông còn cho ra mắt tập thơ đầu tiên của mình nhan đề Sanjebi. Sau năm 1945, tác phẩm của ông bắt đầu có xu hướng theo trào lưu hiện thực. Năm 1946, Pak lén vượt qua vùng lãnh thổ nửa phía bắc của Bán đảo Triều Tiên do Liên Xô kiểm soát, khả năng là do kết quả của sự kiện quân Đồng Minh chiếm đóng miền nam đất nước làm tiêu tan niềm hy vọng của ông.

### Hoạt động chính trị
Pak tích cực tham gia vào chính trường Bắc Triều Tiên từ những ngày đầu tiên của đất nước. Năm 1948, ông trở thành Đại biểu Hội đồng Nhân dân Tối cao khóa I. Tháng 5 năm 1954, nhà nước bổ nhiệm ông làm Ủy viên Ủy ban Trung ương Tổng Liên đoàn Văn hóa và Nghệ thuật. Tháng 10 năm 1956, ông được bầu vào Ban Thường vụ Liên đoàn Nhà văn Bắc Triều Tiên. Năm 1961, ông được trao chức Ủy viên Ủy ban Trung ương thuộc Ủy ban Thống nhất Hòa bình Tổ quốc vừa mới thành lập.

### Sáng tác thơ ca
Pak viết xong lời bài quốc ca Aegukka (Ái quốc ca) vào tháng 6 năm 1947. Những tác phẩm tiêu biểu khác của ông bao gồm các bài thơ trữ tình "Mặt trời mọc ở Poch'onbo" (1962), "Lịch sử xứ Millim" (1962), và "Khi ngọn lửa bừng sáng trong tim" (1963). Ông còn viết thêm ca khúc nổi tiếng khác là bài Tổ quốc vinh quang.